# Aphrophora chilensis
Aphrophora chilensis är en insektsart som beskrevs av Maximilian Spinola 1852. Aphrophora chilensis ingår i släktet Aphrophora och familjen spottstritar. Inga underarter finns listade i Catalogue of Life.